# Comuna de Bogdaniec
Bogdaniec (polaco: Gmina Bogdaniec) é uma gminy (comuna) na Polónia, na voivodia da Lubúsquia e no condado de Gorzowski. A sede do condado é a cidade de Kaliningrad.
De acordo com os censos de 2004, a comuna tem 6598 habitantes, com uma densidade 58,8 hab/km².

## Área
Estende-se por uma área de 112,12 km², incluindo:
- área agricola: 68%
- área florestal: 21%

## Demografia
Dados de 30 de Junho 2004:
|                      | Total   | Total | Mulheres | Mulheres | Homens  | Homens |
| -------------------- | ------- | ----- | -------- | -------- | ------- | ------ |
|                      | pessoas | %     | pessoas  | %        | pessoas | %      |
| População            | 6598    | 100   | 3329     | 50,5     | 3269    | 49,5   |
| Densidade (pop./km²) | 58,8    | 100   | 29,7     | 29,7     | 29,2    | 29,2   |

De acordo com dados de 2002, o rendimento médio per capita ascendia a 1298,86 zł.

## Subdivisões
- Bogdaniec, Chwałowice, Gostkowice, Jasiniec, Jenin, Jeninek, Jeniniec, Jeże, Jeżyki, Krzyszczyna, Krzyszczynka, Kwiatkowice, Lubczyno, Łupowo, Motylewo, Podjenin, Racław, Roszkowice, Stanowice, Wieprzyce, Włostów.

## Comunas vizinhas
- Deszczno, Gorzów Wielkopolski, Krzeszyce, Lubiszyn, Witnica